# Nord-Trøndelag
Nord-Trøndelag a fost provincie din Norvegia.

## Comunele
Nord-Trøndelag are 24 de comune:
1. Flatanger
2. Fosnes
3. Frosta
4. Grong
5. Høylandet
6. Inderøy
7. Leka
8. Leksvik
9. Levanger
10. Lierne
11. Meråker
12. Mosvik
13. Nærøy
14. Namdalseid
15. Namsos
16. Namsskogan
17. Overhalla
18. Røyrvik
19. Snåsa
20. Steinkjer
21. Stjørdal
22. Verdal
23. Verran
24. Vikna